# Bracon bifoveolatus
Bracon bifoveolatus är en stekelart som beskrevs av Szepligeti 1902. Bracon bifoveolatus ingår i släktet Bracon och familjen bracksteklar. Inga underarter finns listade.